# Cumella quadrispinosa
Cumella quadrispinosa är en kräftdjursart som beskrevs av Gamo 1965. Cumella quadrispinosa ingår i släktet Cumella och familjen Nannastacidae. Inga underarter finns listade i Catalogue of Life.